# Бородін Владислав Валерійович
Владислав Валерійович Бородін (нар. 18 червня 1971, Шостка) — український громадський діяч, політик. Народний депутат України IX скликання. Член Комітету Верховної Ради з питань правоохоронної діяльності.

## Життєпис
Владислав Бородін народився 18 червня 1971 року у місті Шостка.
Закінчив приватний вищий навчальний заклад Дніпровський гуманітарний університет за спеціальністю «Правознавство». Навчається у Дніпропетровському державному університеті внутрішніх справ за спеціальністю «Правознавство».
Засновник та член громадської організації "Всеукраїнська організація «Гідність і Воля», засновник ТОВ «Українсько-польське підприємство з іноземними інвестиціями УПС».
У 2015 році був обраний депутатом Дніпропетровської обласної ради VII скликання від партії «УКРОП». В облраді очолював постійну комісію з питань забезпечення правоохоронної діяльності.
У 2019 році Бородін був обраний Народним депутатом України на одномандатному виборчому окрузі № 38 (Новомосковськ, Магдалинівський, Новомосковський, Юр'ївський райони) від партії «Слуга народу». На час виборів: тимчасово не працює, безпартійний. Проживає в Дніпрі.
22 липня 2025 року голосував за законопроєкт 12414, що обмежує Національне антикорупційне бюро України та Спеціалізовану антикорупційну прокуратуру. Цей закон викликає значний резонанс в українському суспільстві.

## Корупція
Фігурант журналістських розслідувань. Владиславу Бородіну приписують тендери з фіктивною конкуренцією, закупівлі за завищеною ціною, а також порушення процедури проведення тендерів.